# Renato Roffi
Renato Roffi (Udine, 2 giugno 1951) è un allenatore di calcio ed ex calciatore italiano, di ruolo difensore.

## Carriera

### Giocatore
Cresciuto nell'Astor di Lucca, venne acquistato dal Cagliari e inserito nella formazione Primavera. Nella stagione scudettata del 1969-1970, causa indisponibilità di sei giocatori rossoblù già partiti per il Mondiale in Messico, ebbe l'occasione assieme ad altri suoi compagni di essere convocato in prima squadra per il girone finale di Coppa Italia, riuscendo anche ad esordire subentrando al 71' al posto del suo compagno di giovanili Taddeini nella terza partita del girone di andata allo Stadio Franco Ossola contro il Varese.
Dalla stagione 1971-1972 venne inserito nella rosa della prima squadra del Cagliari, con la quale trascorse quasi l'intera carriera (con eccezione di una breve esperienza alla Pistoiese nella  Serie B 1981-1982), disputando sei campionati in Serie A e tre in Serie B e ottenendo con sardi la promozione in A nella stagione 1978-1979, nella quale mise a segno la sua unica rete in campionato, in occasione del pareggio esterno con la Ternana del 20 maggio 1979.
Esordì a San Siro contro il Milan il 14 ottobre 1971. Inizio' la sua carriera come mediano di spinta, e successivamente, grazie all'intervento di Chiappella, venne impiegato come libero.

### Allenatore
Ritiratosi dal calcio giocato, si dedicò alla carriera di allenatore nel calcio giovanile toscano. Nel giugno 2009 trionfò nel "Torneo Regionale" alla guida dei Giovanissimi Regionali della Lucchese, sconfiggendo nella finale dello Stadio Marcello Melani di Pistoia il San Michele Cattolica Virtus. Nella società rossonera ebbe l'occasione di lanciare il terzino Federico Mattiello poi approdato in Serie A con la Juventus.
Nella stagione 2012-2013 passò all'Atletico Lucca, dove condusse la Juniores Provinciale al secondo posto dietro al Ghivizzano, che permise, tramite i ripescaggi, il passaggio al campionato regionale, salvo poi la rinuncia del club rossonero. Per le seguenti due annate fu al timone dei Giovanissimi A: nel 2013-2014 chiuse secondo dietro la Lucchese, mentre la stagione successiva conquistò titolo provinciale, "Settembre Lucchese" e "Best Top Toscana".
Dal novembre 2015 fino al 2018 allenò sulla panchina dei Giovanissimi B della Polisportiva San Filippo, società dilettantistica lucchese.
Nel gennaio 2019 ritornò alla Lucchese per allenare gli Allievi provinciali, ma dopo un mese decise di andarsene per incompatibilità con la dirigenza.
Dal marzo 2019 guida gli Esordienti A 2006 dell'U.S.D. Sant'Alessio, società dilettantistica lucchese.